# 吴荣鉴
吴荣鉴（1957年7月7日—），号大漠闲人，河南南阳人，中华人民共和国画家、敦煌研究院美术研究所馆员，主要从事敦煌壁画的临摹与研究。

## 生平
- 1978年4月－1978年12月，在西北师范大学美术系就读绘画。
- 1982年4月－1984年8月，在北京中央美术学院中国画系就读中国画，后从事敦煌壁画的临摹与研究。
- 1994年4月－1994年10月，在北京煤炭干部管理学院美术系（现中国传媒大学绘画学院）进修。
- 1994年10月－1996年8月，在兰州教育学院美术系就读工艺美术设计、教育心理学。
- 1997年9月，在敦煌研究院美术研究所从事敦煌壁画临摹研究。
- 1999年1月－2000年2月，参与《敦煌石窟知识辞典》中的彩塑、壁画词条的编纂近九十条。
- 2008年9月，在敦煌研究院美术研究所晋升副研究馆员，后为甘肃省美术家协会会员。
- 2008年10月－2010年10月，借调至甘肃省文化厅上海世博会甘肃活动周筹备小组，任设计组组长。
- 2010年以后继续从事敦煌壁画临摹研究，2014年成为中国美术家协会会员。

## 成就与作品
其作品曾多次参加国内外举办的敦煌艺术大展，其中有部分摹本被敦煌研究院和甘肃省政府作为礼品赠送给来莫高窟参观访问的国内外国家元首和国家博物馆收藏和展示。
知名画作有《敦煌与乐僔》《石窟之光》等，出版有《敦煌的传说》《石窟的传说》《敦煌飞天线描百图》《敦煌壁画白描图谱》等专著。